# Rhabdomastix afra
Rhabdomastix afra är en tvåvingeart som beskrevs av Wood 1952. Rhabdomastix afra ingår i släktet Rhabdomastix och familjen småharkrankar. Inga underarter finns listade i Catalogue of Life.